# 拉脫維亞文化
拉脫維亞自西元前9000年前開始就有人居住。現在的拉脫維亞人在月西元前3000年開始在拉脫維亞居住。13世紀時德國人開始在拉脫維亞居住，並在逐漸成為拉脫維亞的上層階級和統治者。而拉脫維亞和立窩尼亞則在16世紀淪為農奴，使得拉脫維亞人開始德國化，但仍然保留了一些的當地的傳統。19世紀時農奴制被廢除，拉脫維亞民族主義運動開始興起，拉脫維亞的文化傳統和語言得到的保留。20世紀初期，拉脫維亞開始了第二次覺醒，並使得拉脫維亞在1918年獲得獨立。在1930年代時，拉脫維亞曾迎來一個文化黃金期。二戰後拉脫維亞被蘇聯佔領，但拉脫維亞卻迎來第三次文化覺醒期，並實現從蘇聯獨立。